# Marco Garcés
Marco Antonio Garcés Ramírez (Città del Messico, 7 novembre 1972) è un ex calciatore messicano, di ruolo centrocampista.

## Carriera

### Club
Ha trascorso l'intera carriera nel campionato messicano.

### Nazionale
Con la maglia della nazionale ha partecipato alla Gold Cup nel 2002.

## Palmarès

### Club

#### Competizioni nazionali
- Campionato messicano: 4

Cruz Azul: Invierno 1997
Pachuca: Invierno 1999, Invierno 2001, Apertura 2003
- Coppa del Messico: 1

Cruz Azul: 1997

#### Competizioni internazionali
- CONCACAF Champions League: 2

Cruz Azul: 1997
Pachuca: 2002